# Alemannenring
L'Alemannenring era un circuito cittadino situato nella zona industriale di Singen, città del Circondario di Costanza, nel Land tedesco del Baden-Württemberg. L'impianto era temporaneo e veniva approntato appositamente per le gare del Deutsche Tourenwagen Meisterschaft (e delle relative serie di supporto), che vi ha gareggiato dal 1991 al 1995. Da allora non vi sono state più gare sul circuito della Germania meridionale, sebbene siano state formulate proposte per la sua riattivazione, con piani per la costruzione di nuove tribune e miglioramenti in alcune sezioni del tracciato.

## Il tracciato
Lungo 2,8 km, il tracciato veniva percorso in senso orario e aveva tutte curve ad angolo retto tranne l'ultima, un'inversione a 180° dal ridottissimo raggio di curvatura, e una chicane artificiale per aumentare la sicurezza in fondo al rettilineo più lungo.
Il rettilineo del traguardo era posto sulla Georg-Fischer-Straße, una strada a quattro corsie e due carreggiate da cui era stata ricavata una larghezza di 9 metri per la pista e una corsia box altrettanto ampia. Questo era il tratto più stretto del circuito, poiché la restante parte era significativamente più larga, raggiungendo i 14 metri di larghezza. I concorrenti partivano in direzione ovest raggiungendo la prima curva, la Pegulan-Kurve, che svoltava a destra immettendoli sul corto rettilineo di Carl-Benz-Straße, al cui inizio vi era anche l'uscita della corsia box. Successivamente si svoltava ancora a destra sulla Grubwaldstraße e subito a sinistra sulla Byk-Gulden-Straße. Un'altra curva a destra immetteva sul rettilineo opposto al traguardo, sulla Pfaffenhäule, con la successiva ulteriore svolta a destra su Robert-Gerwig-Straße. Questo era il rettilineo più lungo di tutto il tracciato ed era caratterizzato dalla presenza di una chicane (denominata Radio-7-Schikane) posta per motivi di sicurezza 150 metri prima della successiva curva a sinistra, priva di via di fuga. Questa chicane era realizzata con cordoli in cemento e asfalto che restringevano la carreggiata con una sequenza sinistra-destra-sinistra, coi concorrenti costretti a percorrerla in fila indiana, saltando sui cordoli. Subito dopo averla affrontata, i concorrenti svoltavano a sinistra su Georg-Fischer-Straße, immettendosi verso est sulla carreggiata che era utilizzata anche per ospitare i box, posti a ridosso. Il successivo tornante a destra, ricavato in un varco dell'aiuola spartitraffico, era di gran lunga il punto più lento di tutto il tracciato e riportava i piloti sulla linea di partenza, con il traguardo posto a circa due terzi del rettilineo.

## Competizioni
L'Alemannenring venne concepito appositamente per ospitare gli eventi del DTM, che nei cinque anni che vi ha corso ha sempre disputato una doppia gara, ugnuna delle quali era lunga circa 100 km e durava una cinquantina di minuti. Gli eventi hanno sempre previsto delle gare nazionali di supporto, come la Porsche Carrera Cup (sempre presente) e la Formula 3 (a partire dal 1992), con altre serie minori che si sono succedute, come la Formula Ford 1600 nel 1991 (poi rimpiazzata dalla Formula 3), la Ford Fiesta Cup nel 1992, la Formula Opel Challenge nel 1993, la Renault-Elf Pokal nel 1994 e il Deutsche Tourenwagen Challenge nel 1995.

### Albo d'oro del DTM a Singen
- 1991:
  - Gara 1: Frank Biela, Audi V8 quattro
  - Gara 2: Hans-Joachim Stuck, Audi V8 quattro
- 1992:
  - Gara 1: Bernd Schneider, AMG-Mercedes 190 E
  - Gara 2: Bernd Schneider, AMG-Mercedes 190 E
- 1993: 
  - Gara 1: Nicola Larini, Alfa Romeo 155 V6 TI
  - Gara 2: Bernd Schneider, AMG-Mercedes 190 E
- 1994
  - Gara 1: Nicola Larini, Alfa Romeo 155 V6 TI
  - Gara 2: Nicola Larini, Alfa Romeo 155 V6 TI
- 1995:
  - Gara 1: Kurt Thiim, AMG-Mercedes Classe C
  - Gara 2: Kurt Thiim, AMG-Mercedes Classe C

## La possibile riapertura
Nel 2009 un gruppo di appassionati chiamato Alemannenring eV tentò di riattivare il circuito per poter ospitare ancora il DTM, per la prima volta dal rilancio del campionato avvenuto nel 2000. Costoro presero contatti con gli organizzatori del DTM, ma dovettero affrontare l'opposizione del governo locale, pertanto non si arrivò ad un accordo. Il gruppo è ancora attivo, così come il sito web dedicato all'iniziativa.

## Nei media
Il videogioco di corse automobilistiche rFactor comprende l'Alemannenring tra i tracciati disponibili.